# Burak Kapacak
Burak Kapacak (Bursa, 8 dicembre 1999) è un calciatore turco, attaccante del Fenerbahçe.

## Carriera

### Club
Cresciuto nel settore giovanile del Bursaspor, debutta in prima squadra il 18 maggio 2018, disputando l'incontro di Süper Lig perso per 1-0 contro il Gençlerbirliği; si tratta della sua unica presenza stagionale, alla quale aggiunge poi ulteriori 16 partite in prima divisione nell'annata successiva, conclusasi con una retrocessione in seconda divisione, categoria nella quale Kapacak gioca poi con regolarità nel corso delle stagioni 2019-2020 e 2020-2021 (58 presenze e sette reti, play-off inclusi). Nell'estate del 2021 si trasferisce quindi al Fenerbahçe, con cui nella stagione 2021-2022 gioca sei partite in prima divisione; successivamente passa in prestito al Fatih Karagümrük, con cui nella stagione 2022-2023 gioca ancora in questa categoria.

### Nazionale
Ha giocato nelle nazionali giovanili turche Under-17, Under-19 ed Under-21.

## Statistiche

### Presenze e reti nei club
Statistiche aggiornate al 10 ottobre 2022.
| Stagione         | Squadra          | Campionato       | Campionato | Campionato | Coppe nazionali | Coppe nazionali | Coppe nazionali | Coppe continentali | Coppe continentali | Coppe continentali | Altre coppe | Altre coppe | Altre coppe | Totale | Totale |
| Stagione         | Squadra          | Comp             | Pres       | Reti       | Comp            | Pres            | Reti            | Comp               | Pres               | Reti               | Comp        | Pres        | Reti        | Pres   | Reti   |
| ---------------- | ---------------- | ---------------- | ---------- | ---------- | --------------- | --------------- | --------------- | ------------------ | ------------------ | ------------------ | ----------- | ----------- | ----------- | ------ | ------ |
| 2017-2018        | Bursaspor        | SL               | 1          | 0          | CT              | -               | -               |                    | -                  | -                  |             | -           | -           | 1      | 0      |
| 2018-2019        | Bursaspor        | SL               | 16         | 0          | CT              | 1               | 0               |                    | -                  | -                  |             | -           | -           | 17     | 0      |
| 2019-2020        | Bursaspor        | 1L               | 24+2       | 0          | CT              | 0               | 0               |                    | -                  | -                  |             | -           | -           | 26     | 0      |
| 2020-2021        | Bursaspor        | 1L               | 32         | 7          | CT              | 2               | 0               |                    | -                  | -                  |             | -           | -           | 34     | 7      |
| Totale Bursaspor | Totale Bursaspor | Totale Bursaspor | 73+2       | 7+0        |                 | 3               | 0               |                    | -                  | -                  |             | -           | -           | 78     | 7      |
| 2021-2022        | Fenerbahçe       | SL               | 6          | 0          | CT              | 1               | 0               | UEL+UECL           | 0                  | 0                  |             | -           | -           | 7      | 0      |
| 2022-2023        | Fatih Karagümrük | SL               | 4          | 1          | CT              | 0               | 0               |                    | -                  | -                  |             | -           | -           | 4      | 1      |
| Totale carriera  | Totale carriera  | Totale carriera  | 85         | 8          |                 | 4               | 0               |                    | 0                  | 0                  |             | -           | -           | 89     | 4      |